# Gabriel Arteaga
Gabriel Israel Arteaga Risquet (12 de octubre de 1976) es un deportista cubano que compitió en judo.
Ganó dos medallas en los Juegos Panamericanos, en los años 1999 y 2003, y seis medallas en el Campeonato Panamericano de Judo entre los años 1996 y 2004. 	
Participó en dos Juegos Olímpicos de Verano en los años 2000 y 2004, su mejor actuación fue un decimotercer puesto logrado en Sídney 2000 en la categoría de –81 kg.

## Palmarés internacional
| Juegos Panamericanos    | Juegos Panamericanos            | Juegos Panamericanos | Juegos Panamericanos |
| Año                     | Lugar                           | Medalla              | Categoría            |
| ----------------------- | ------------------------------- | -------------------- | -------------------- |
| 1999                    | Winnipeg (Canadá)               | Medalla de oro       | –81 kg               |
| 2003                    | Santo Domingo (Rep. Dominicana) | Medalla de plata     | –81 kg               |
| Campeonato Panamericano |                                 |                      |                      |
| Año                     | Lugar                           | Medalla              | Categoría            |
| 1996                    | San Juan (Puerto Rico)          | Medalla de oro       | –78 kg               |
| 1997                    | Guadalajara (México)            | Medalla de bronce    | –78 kg               |
| 1998                    | Santo Domingo (Rep. Dominicana) | Medalla de oro       | –81 kg               |
| 2001                    | Córdoba (Argentina)             | Medalla de oro       | –81 kg               |
| 2002                    | Santo Domingo (Rep. Dominicana) | Medalla de plata     | –81 kg               |
| 2004                    | Isla de Margarita (Venezuela)   | Medalla de plata     | –81 kg               |